# Corazón salvaje
Corazón salvaje (Coração Selvagem no Brasil e em Portugal) foi uma telenovela mexicana produzida pela por José Rendón para a Televisa e exibida pelo Canal de las Estrellas entre 5 de julho de 1993 a 18 de fevereiro de 1994, substituindo Entre la vida y la muerte e sendo substituída por Dos mujeres, un camino, em 160 capítulos. Foi a terceira adaptação para a televisão, por María Zarattini, da clássica história original da trilogia literária de Caridad Bravo Adams. É a mais bem sucedida e lembrada das três versões produzidas no México.
Esta intensa história de amor e de ódio se inicia no Golfo do México, durante o século XIX, e se concentra na vida de um homem sedutor e apaixonado, conhecido popularmente como João do Diabo, que, embora não tenha nada do que se orgulhar, está sempre do lado dos pobres, dividindo o que tem e ajudando-os nos momentos de dificuldade. Mas ninguém imagina que, na realidade, ele é o filho bastardo e primogênito do homem mais rico e respeitado da cidade, Francisco Alcazar Vale.
A história tem lugar na Martinica em 1900 e descreve a vida no mar do Caribe, a partir de um menino que cresce para ser um pirata, enquanto seu meio irmão vai estudar na França, e as duas irmãs que se apaixonam por ele.
A trama foi protagonizada por Edith González e Eduardo Palomo, com atuações estrelares de César Évora e Enrique Lizalde e antagonizada por Ana Colchero, Ariel López Padilla, Yolanda Ventura, Arsenio Campos, Claudia Islas, Adalberto Parra e Javier Ruán.
No Brasil, foi exibida pela TV Gazeta entre 17 de fevereiro e 30 de maio de 1997, e foi reprisada pelo SBT, entre 4 de dezembro de 2000 e 12 de março de 2001.
Em Portugal, foi exibida na RTP1 em 1995 e exibida novamente em 1998.

## Elenco
- Edith González † - Monica de Altamira Alcazar y Valle
- Eduardo Palomo † - Juan del Diablo/Francisco de Alcázar y Valle
- Ana Colchero - Aimeé de Altamira de Alcazar y Valle
- Ariel López Padilla - Andrés  Alcazar y Valle
- Enrique Lizalde † - Noel Mancera
- Claudia Islas - Sofía de Alcazar y Valle
- Arsenio Campos - Alberto de la Serna
- Luz María Aguilar - Catalina Vda. de Altamira
- Yolanda Ventura - Azucena
- Javier Ruán - Guadalupe Cajiga
- César Évora - Marcelo Romero
- Isaura Espinoza - Amanda
- Verónica Merchant - Mariana
- Gerardo Hemmer - Joaquín
- Jaime Lozano - Segundo
- Adalberto Parra - Capitão Espíndola
- Monika Sánchez - Rosa
- Queta Lavat - Madre Superiora

## Exibição

### No México
A trama estreou no México às 21:30, substituindo a novela Entre la vida y la muerte. A partir de 8 de novembro de 1993 passou a ser exibida às 22:00. Em ambos horários, apresentava capítulos de 30 minutos. Na emissão original, chegou a exibir 160 capítulos.
Foi reprisada pela primeira vez pelo canal TLNovelas entre 09 de novembro de 1998 a 26 de fevereiro de 1999.
Foi reprisada pela segunda vez pelo TLNovelas entre 25 de fevereiro a 13 de junho de 2008, substituindo Cuna de lobos e sendo substituída por Amor Real.
Foi reprisada pela terceira vez pelo TLNovelas entre 16 de maio de 2022, substituindo Rubí.

### No Brasil
Foi exibida no Brasil pela CNT entre 17 de fevereiro e 30 de maio de 1997 em 75 capítulos.
Também foi exibida pelo SBT, entre 4 de dezembro de 2000 a 12 de março de 2001, as 17h, substituindo A Usurpadora e sendo substituida por Amigos para Sempre.

### Em Portugal
Foi exibida em Portugal pela RTP1 entre 23 de janeiro a 28 de abril de 1995.
Foi exibida novamente pela RTP1 entre 19 de janeiro a 27 de março de 1998.

## Produção
- Historia Original - Caridad Bravo Adams
- Adaptação - María Zarattini
- Tema de entrada - "Corazón Salvaje"
- Autor - Jorge Avendaño
- Intérprete - Manuel Mijares
- Musicalização - Jorge Avendaño
- Desenho de vestuário - Mirsa Paz
- Gerente de produção - Roberto Hernández
- Direção de cena em locação - Ricardo de la Parra
- Direção - José Rendon, Alberto Cortés
- Produtor executivo - José Rendón

## Premios

### Prêmio TVyNovelas 1994
| Categoria                  | Nomeado(a)          | Resultado |
| -------------------------- | ------------------- | --------- |
| Melhor telenovela          | José Rendón         | Ganhador  |
| Melhor atriz protagonista  | Edith González      | Ganhadora |
| Melhor ator protagonista   | Eduardo Palomo      | Ganhador  |
| Melhor primeira atriz      | Claudia Islas       | Ganhadora |
| Melhor primeiro ator       | Enrique Lizalde     | Nomeado   |
| Melhor revelação feminina  | Ana Colchero        | Ganhadora |
| Melhor revelação feminina  | Yolanda Ventura     | Nomeada   |
| Melhor revelação masculina | Ariel López Padilla | Ganhador  |
| Melhor revelação masculina | César Évora         | Nomeado   |
| Melhor tema musical        | Manuel Mijares      | Ganhador  |

### Prêmio Heraldo de México 1994
| Categoria                | Nomeado(a)     | Resultado |
| ------------------------ | -------------- | --------- |
| Melhor telenovela        | José Rendón    | Ganhador  |
| Melhor ator de televisão | Eduardo Palomo | Ganhador  |

### Prêmios TP de Oro 1995
- Melhor telenovela

### Prêmios Telegatto 1995
| Categoria                                  | Resultado |
| ------------------------------------------ | --------- |
| Melhor telenovela do ano emitida na Italia | Ganhadora |

## Outras Versões
Desta historia original de Caridad Bravo Adams realizou várias versões para a televisão:
- Corazón salvaje produzida por Ernesto Alonso para Telesistema Mexicano (hoje Televisa) em 1966 e protagonizada por Julissa, Enrique Lizalde, Jacqueline Andere e Enrique Álvarez Félix.

- Corazón salvaje produzida por Ernesto Alonso para Televisa em 1977 e protagonizada por Angélica María, Martín Cortés, Susana Dosamantes e Fernando Allende.

- Corazón salvaje produzida por Salvador Mejía para Televisa em 2009 e protagonizada por Aracely Arámbula, Eduardo Yáñez e Cristián de la Fuente. Esta versão foi uma fusão com outra telenovela de época, Yo compro esa mujer, escrita pela cubana Olga Ruilópez.